# Rezerwat przyrody Wąwelno
Rezerwat przyrody Wąwelno – rezerwat leśny o powierzchni 4,72 ha, położony w województwie kujawsko-pomorskim, powiecie sępoleńskim, gminie Sośno.
Obszar rezerwatu podlega ochronie czynnej.

## Lokalizacja
Pod względem fizycznogeograficznym rezerwat znajduje się w mezoregionie Pojezierze Krajeńskie.
Znajduje się w kompleksie leśnym należącym do nadleśnictwa Runowo, położonym na południe od wsi Sośno, na wschód od drogi Sośno-Wąwelno.
Rezerwat leży na płaskiej równinie morenowej pociętej płytkimi obniżeniami terenowymi. Zajmuje na niej niewielkie wzniesienie otoczone częściowo zatorfionymi obniżeniami.

## Historia
Rezerwat został utworzony na mocy Zarządzenia Ministra Leśnictwa i Przemysłu Drzewnego z dnia 15 września 1958 roku (MP nr 81, poz. 466).

## Charakterystyka
Rezerwat chroni fragment lasu liściastego o charakterze grądu środkowoeuropejskiego, z kilkudziesięcioma okazami starych buków zwyczajnych, jesionów wyniosłych, dębów szypułkowych oraz jarząbu brekinii, która odnawia się tu w sposób naturalny.
Zespół runa charakterystyczny jest dla cienistych lasów liściastych. W jego skład wchodzą m.in.: marzanka wonna, przylaszczka pospolita, gwiazdnica wielkokwiatowa, konwalijka dwulistna, konwalia majowa, malina kamionka, orlica pospolita, perłówka jednokwiatowa, rutewka orlikolistna i inne.
Największa osobliwość rezerwatu – jarząb brekinia, stopniowo zmniejsza swą liczebność. W roku 1954 rosło 16 sztuk, w 1982 – 7 sztuk, a w roku 1995 zinwentaryzowano już tylko 4 sztuki, które rosną do dzisiaj. Na terenie leśnictwa Wąwelno istnieje jeszcze kilka stanowisk tego rzadkiego gatunku.